# جبال هولندا
القائمة التالية قائمة بجبال وتلال هولندا.
- جبل سينيري (887 متر; 2,910 قدم، في الجزر الكاريبية الهولندية)
- كويل (601 متر; 1,972 قدم; في الجزر الكاريبية الهولندية)
- فالسيربيرخ (322.7 متر; 1,059 قدم)